# Hermann Leskien
Hermann Adalbert Leskien (* 23. Dezember 1939 in Königsberg (Preußen); † 19. April 2021 in München) war ein deutscher Bibliothekar. Von 1992 bis 2004 war er Generaldirektor der Bayerischen Staatsbibliothek.

## Leben
Hermann Leskien entschied sich nach dem Abitur in Aschaffenburg und dem Studium der Germanistik, Geographie und Geschichte an der Universität Würzburg mit dem Abschluss für das Lehramt und der Promotion zum Dr. phil. für eine bibliothekarische Ausbildung. 
Nach dem Start als Erwerbungsreferent an der Universitätsbibliothek Würzburg von 1967 bis 1973 baute er von 1973 bis 1979 als Gründungsdirektor die Bibliothek der damaligen Gesamthochschule und heutigen Universität Bamberg auf. 1979 wurde Leskien Leiter der Universitätsbibliothek München. Besonders engagierte er sich in der 1990 vom Staatsministerium eingesetzten Arbeitsgruppe, die Empfehlungen für eine tief greifende strukturelle und finanzielle Verbesserung der Literaturversorgung der Studierenden erarbeitete. 
1992 übernahm Hermann Leskien die Leitung der Bayerischen Staatsbibliothek. Eine weitere Ausweitung seiner Tätigkeiten brachte 1999 die Integration der Aufgaben der Generaldirektion der Bayerischen Staatlichen Bibliotheken in die Bayerische Staatsbibliothek, die von da an dem Staatsministerium unmittelbar unterstellt wurde. Leskien wurde zum selben Zeitpunkt zum Generaldirektor der Bayerischen Staatsbibliothek ernannt.
Am 16. Juli 2004 erfolgte die Amtsübergabe von Leskien an seinen Nachfolger Rolf Griebel.
2007 erhielt er das Bundesverdienstkreuz 1. Klasse.

## Schriften
- Dissertation: Johann Georg von Eckhart (1674–1730): Das Werk eines Vorläufers der Germanistik, Würzburg: Philosophische Fakultät, 1967.
- Mit Gerhard Schott: Elektronisches Publizieren mit Hilfe des Arbeitsplatzrechners (PC): ein Praxisbericht der Universitätsbibliothek München, Wiesbaden: Harrassowitz 1990, ISBN 9783447030601.
- Als Herausgeber: Erhaltung, Archivierung und Aussonderung von Druckschriften in Bayern: Empfehlungen, Berlin: Deutsches Bibliotheksinstitut 1998, ISBN 9783870689742.